# Christian Carl Philipp Eisendecher
Christian Carl Philipp Eisendecher (* um 1805; † nach 1857) war ein deutscher Verwaltungsjurist.

## Leben
Eisendecher war Sohn des Amtmanns (Johann Christian) Friedrich Eisendecher (1774–1842) in Emden. Ernst Eisendecher und Wilhelm von Eisendecher waren seine Cousins. Er studierte von 1825 bis 1827 Rechtswissenschaften an der Universität Göttingen. Er wurde 1825 zunächst Mitglied des Corps Hannovera Göttingen und trat dann 1826 zum Corps Lunaburgia Göttingen über. Nach Berichten des Hannoveraners Hermann Grote war er einer der „Hauptanstifter“ einer Verschwörung, die den Anschluss des Corps Hannovera an das ritterschaftlicher geprägte Corps Lunaburgia zum Ziel hatte. Seine Intrige führte mit dazu, dass Hannovera die Rolle als Landescorps an Lunaburgia verlor. Nach Beendigung seines Studiums trat Eisendecher in den Verwaltungsdienst des Königreichs Hannover ein und wurde 1830 Auditor im Amt Syke. 1834 wurde er Amtsassessor in Osnabrück und 1839 in das Amt Lauenau und 1850 in das Amt Knesebeck versetzt. Von 1853 bis 1857 war er Amtmann des Amtes Erichsburg.